# Bartolomé Bermejo

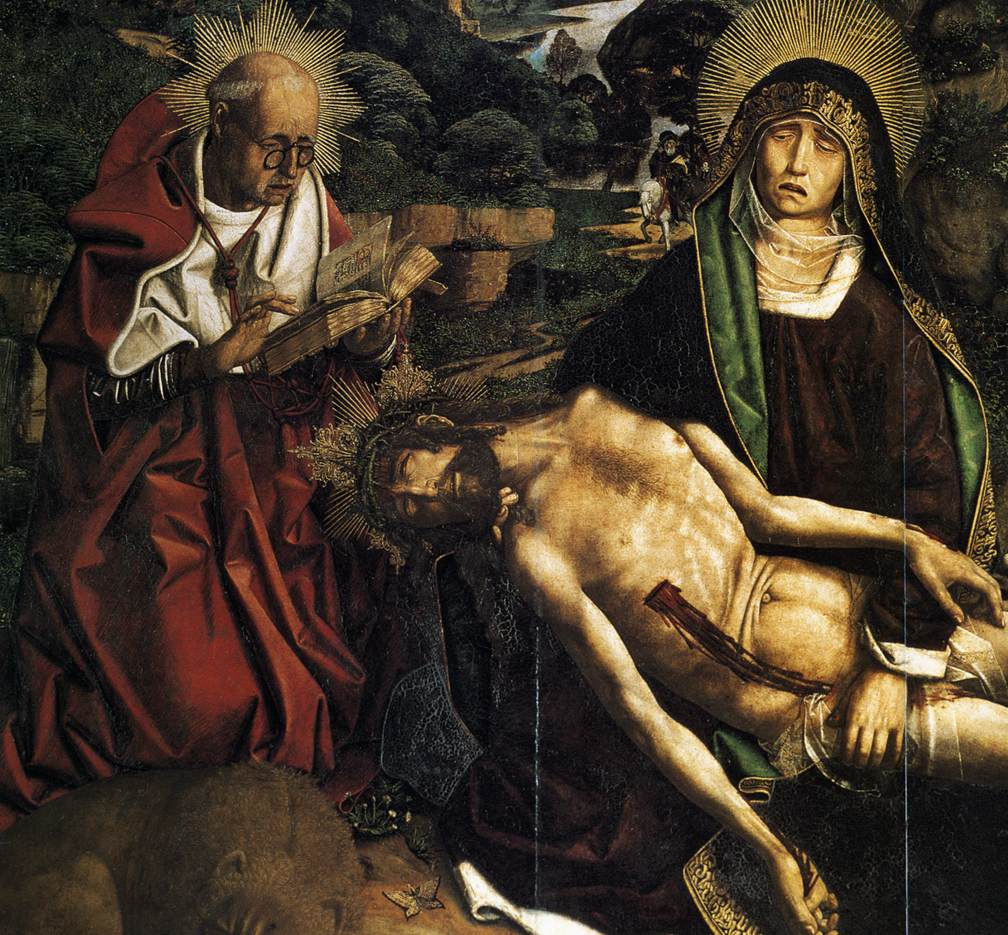
Pietá des Kanonikus Luis Desplá (1490), Kathedralmuseum Barcelona

Bartolomé Bermejo (eigentlich Bartolomé de Cárdenas; * um 1430 in Córdoba(?), † um 1501) war ein spanischer Maler der Spätgotik; er gilt als einer der Hauptvertreter der Hispano-flämischen Schule.

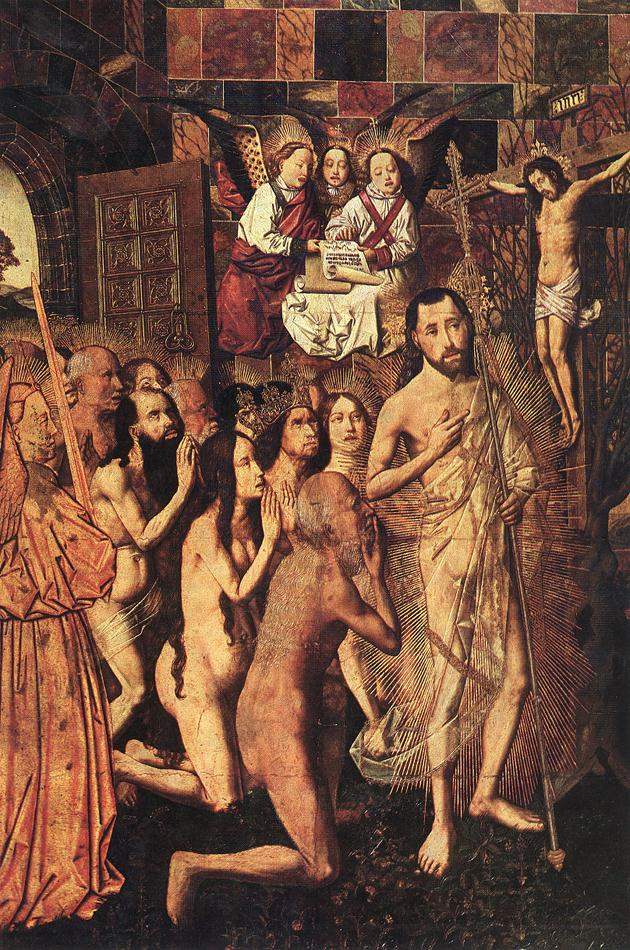
Christus geleitet die Seelen der alttestamentarischen Patriarchen ins Paradies

## Leben und Werk
Bermejo wurde geschult an flämischer Malerei, so an den Werken Jan van Eycks. Sein Stil zeichnet sich durch großen Realismus und plastische Darstellung der Figuren aus. Von seiner Lehrzeit ist allerdings nichts Genaueres bekannt. Erst ab 1468 ist seine Tätigkeit in Valencia belegt; später lebte und arbeitete er in Saragossa, Barcelona und Vich.
Eines seiner expressiven Werke ist die Pietà des Archidiakons Luis Desplá von 1490 in der Kathedrale von Barcelona, das Werk war schmückte ursprünglich das Grabmal des Auftraggebers Despla. Unvollendet blieb der Altar für die Kirche Santo Domingo de Silos in Daroca. Das Werk: Christus geleitet die Seelen der alttestamentarischen Patriarchen ins Paradies ist in Aragonien um 1480 entstanden und befindet sich heute in der Sammlung Amtller in Barcelona.